# Park Narodowy Risnjak
Park Narodowy Risnjak (chor. Nacionalni Park Risnjak) – park narodowy w Chorwacji, położony 15 km od wybrzeża Kvarneru, na północ od Rijeki. Utworzony 15 września 1953 r., powierzchnia 30 km².
Różnica wysokości na terenie parku wynosi ponad 1000 m. Najniżej położonym punktem jest dolina Leska (680 m n.p.m.), najwyższym natomiast szczyt Wielki Risnjak (1528 m n.p.m.). W tym rejonie ścierają się odmienne wpływy klimatyczne: górski związany z bliskością Alp oraz łagodny morski związany z bliskością Adriatyku.
Park stanowi zalesione pasmo górskie, obejmujące swym terenem źródło rzeki Kupa. Z powodu swego położenia – między Alpami a Górami Dynarskimi – żyje tu na małej powierzchni bardzo dużo gatunków roślin (w tym ok. 30 endemitów) i zwierząt. W naturalnych warunkach zobaczyć tu można niedźwiedzia brunatnego, jelenie, sarny, górskie kozice oraz białego rysia, od którego prawdopodobnie Park przybrał swoją nazwę.
Niektóre z gatunków roślin występujących w parku:
- szarotka alpejska (Leontopodium alpinum)
- Nigritella nigra
- krwawnik (Achillea clavenae)
- powojnik alpejski (Clematis alpina)
- fiołek dwukwiatowy (Viola biflora)
- skalnica gronkowa (Saxifraga aizoon)